# Shermanology
Shermanology est un duo de disc jockeys et chanteurs néerlandais, originaire de Curaçao et actif depuis 2009. Il est composé d'Andy et Dorothy Sherman, frère et sœur.

## Discographie

### Singles
- 2008 : 3 Minutes To Explain (avec Fedde Le Grand & Funkerman) [Altra Moda]
- 2009 : Automatic (avec Funkerman) [Flamingo Recordings]
- 2009 : Hey You [Dirty Dutch Music]
- 2010 : The Weather [Flamingo Recordings]
- 2020 : I Don't Know (avec Yves Larock) [Sneakerz Muzik]
- 2010 : Time Will Tell [Rodeo Media]
- 2011 : Waiting For You (avec The Shapeshifters) [Defected]
- 2011 : Grindin (avec Afrojack) [Wall Recordings]
- 2011 : Ring The Alarm [Spinnin' Records]
- 2012 : Can't Stop Me (avec Afrojack) [Wall Recordings]
- 2012 : Living 4 The City (avec R3hab) [Wall Recordings]
- 2013 : The Only Way [Wall Recordings]
- 2013 : Who We Are (avec Amba Shepherd) [Spinnin' Records]
- 2013 : Revolution Of Love [Wall Recordings]
- 2014 : Can't You See (avec GRX) [Spinnin' Records]
- 2014 : Pinball (avec John Christian et Oliver Rosa) [Wall Recordings]
- 2014 : Wait For You (avec Dannic) [Revealed Recordings]
- 2015 : I Want You [Work Records]
- 2015 : What You Wanna Do [Dirty Soul Music]
- 2015 : Sweet Surrender [Dirty Soul Music]
- 2016 : Follow Me [Armada Music]
- 2016 : Hide & Seek (avec Mr. Belt & Wezol) [Heldeep Records]
- 2016 : Movin' Too Fast [Armada Music]
- 2016 : Silly Games [Dirty Soul Music]
- 2018 : Whistleblower (avec Tifa & Guilda) [Yourban Music]
- 2018 : Move Out Of My Way (avec Dennis Quin) [Madhouse Records]
- 2018 : Weirdo [Blanco y Negro Music]
- 2018 : Disappear (avec Dateless) [In / Rotation]
- 2019 : I Can't Take (avec Leon Benesty & Benny Royal) [Simma Black]
- 2019 : Voices (avec Dennis Quin) [Strictly Rhythm]
- 2019 : Murda (avec Juan Magán) [Universal Music]
- 2019 : Bentley (avec Mat.Joe) [Dirtybird]
- 2020 : W&J [Cr2 Records]
- 2020 : Naughtyfication (avec Reblok) [Higher Ground]
- 2020 : Soldier March [Rawthentic]
- 2020 : Amen (avec Funkerman) [Altra Moda]
- 2020 : Bon Bini [Hot Creations]
- 2020 : OK - Cool - Aight (avec Conquer Jones) [Hot Creations]
- 2020 : Breathe (avec Agent Sasco) [Hot Creations]
- 2020 : The Sound (avec Tim Baresko) [Superfett Records]
- 2020 : Shoot Me (avec Tim Baresko) [Superfett Records]
- 2020 : Pop That [Sola]
- 2020 : Ride It [Sola]
- 2021 : Champion Sound [Rawthentic]
- 2021 : Get Loose [Rawthentic]
- 2021 : Boyz N Da Club [D'Eaupe]
- 2021 : Calle (avec Villanueva) [Repopulate Mars]
- 2021 : Rain [Repopulate Mars]
- 2021 : Sunshine [Repopulate Mars]
- 2021 : 2031 [Sola Nauts]
- 2021 : Let's Talk About (avec Tony Sherman) [Sola Nauts]
- 2021 : Deez-Aya [Sola Nauts]
- 2021 : Shonuff [D'Eaupe]
- 2021 : Di Nobo [D'Eaupe]
- 2021 : Shotgun (avec Junior Sanchez) [Kultur]
- 2021 : Bam Bam [Cuttin' Headz]
- 2021 : Gibberish [Cuttin' Headz]
- 2021 : Do You Dance (avec Conquer Jones) [Do Not Sleep]
- 2021 : You Dunno [Do Not Sleep]
- 2021 : Searching (avec Will Clarke) [All We Have Is Now]
- 2022 : Tribe [D'Eaupe]
- 2022 : Backfire (avec Jay Colin) [D'Eaupe]
- 2022 : It's a Killa (avec Fisher) [Catch & Release]

### Remixes
- 2020 : Demou - Sing Your Praises (Shermanology Remix) [Nothing Else Matters]